# 勵政達
勵政達（1月3日—），台湾男演員。

## 影視作品

### 電視劇
| 首播日期       | 播出頻道            | 劇名                         | 導演           | 飾演                  |
| 2011年9月18日  | 民視 八大綜合台     | 我可能不會愛你               | 瞿友寧         | NIC男友               |
| 2012年         | 公共電視            | 公視人生劇展－呼拉姊妹花     | 藍文希         | 浩郁                  |
| 2014年         | 公共電視            | 公視人生劇展－史上最強防守隊 | 吳光武         | 丁丁                  |
| 2014年8月8日   | 台視主頻 台視HD台   | 妹妹                         | 陳戎暉         | 立正                  |
| 2014年6月23日  | 八大綜合台          | 終極X宿舍                    | 鄭德華         | 高富率                |
| 2017年         | 公共電視            | 公視人生劇展－企業戰士回家記 | 藍文希         | 趙睿杰                |
| 2017年4月15日  | 台視主頻 東森綜合台 | 鐘樓愛人                     | 郝心翔         | 張大器                |
| 2018年3月3日   | TVBS歡樂台          | 翻牆的記憶                   | 何潤東、姜瑞智 | 陳昌民(小陳) 少年時期 |
| 2018年8月19日  | 台視主頻 三立都會台 | 高校英雄傳                   | 張佳賢、林清芳 | 李健寬                |
| 2018年11月15日 | 台視主頻 TVBS歡樂台 | 女兵日記女力報到             | 王為           | 林政陽                |
| 2019年12月24日 | TVBS歡樂台 中視主頻 | 女力報到－小資女上班記       | 王為           | 林政陽                |
| 2020年3月6日   | TVBS歡樂台 中視主頻 | 女力報到－愛神出任務         | 王為           | 林政陽                |
| 2020年5月15日  | TVBS歡樂台 中視主頻 | 女力報到－最佳拍檔           | 王為           | 林政陽                |
| 2020年7月24日  | TVBS歡樂台          | 女力報到－正好愛上你         | 王為           | 林政陽                |
| 2020年10月2日  | TVBS歡樂台          | 女力報到－最美的約定         | 王為           | 林政陽                |
| 2020年12月28日 | TVBS歡樂台          | 女力報到－好運到             | 王為           | 林政陽                |
| 2021年3月11日  | TVBS歡樂台          | 女力報到－愛情公寓           | 王為           | 林政陽                |
| 2021年5月20日  | TVBS歡樂台          | 女力報到－男人止步           | 王為           | 林政陽                |

### 網絡劇
| 首播日期      | 播出頻道      | 劇名           | 導演 | 飾演   |
| 2020年4月10日 | Vidol youTube | 限時同居侯八天 |      | 李子寒 |

## 外部連結
- 勵政達 Ryan Li facebook
- 勵政達的Instagram帳戶